# Bartolomeo Uliari
Bartolomeo Uliari of Oleario (Padua, circa 1320 – Gaeta, 16 april 1396) was een franciscaan en prelaat in het middeleeuwse Italië.
Zo was hij bisschop van Ancona (1381-1385) in het markgraafschap Ancona van de Pauselijke Staat. Vervolgens was hij bisschop van Florence (1385-1389) in de Florentijnse Republiek. Tot zijn overlijden in 1396 was Uliari kardinaal met als titelkerk de Santa Pudenziana in Rome (1389-1396) in de Pauselijke Staat. Zijn bijnaam was de kardinaal van Padua.

## Levensloop
Uliari groeide op in Padua, een stadstaat in het Heilige Roomse Rijk. De familie Uliari was een gegoede familie in de stad. Hij studeerde aan de universiteit van Padua waar hij het diploma behaalde van doctor in de filosofie. Vervolgens trad hij binnen in de orde der franciscanen in Padua. In het klooster studeerde hij verder. Hij behaalde nog een doctoraat in het canoniek recht en mogelijks een doctoraat in de theologie. Uliari gaf les filosofie aan meerdere franciscanenkloosters in Italië. In deze periode was de Roomse Kerk geplaagd door het Westers Schisma: er was een paus in Rome en een tegenpaus in Avignon. De preken van Uliari behandelden een moreel herstel van de Roomse doctrine.

### Bisschop
In 1380 verbleef Uliari in Ancona voor prediking. Nadat bisschop Giovanni Tedeschi gestorven was, benoemde paus Urbanus VI de 60-jarige Uliari tot bisschop van Ancona (1381). Doch de tweestrijd in Ancona ten gevolge van het Westers Schisma, leidde ertoe dat Uliari de vlucht moest nemen (1383). Uliari verbleef in Toscane, meer bepaald in Florence waar hij zijn prediking hernam. Nadat kardinaal-bisschop Angelo Acciaioli zijn ontslag had gegeven als bisschop van Florence, werd Uliari zijn opvolger op bevel van Urbanus VI (1385).

### Kardinaal
Paus Bonifatius IX haalde Uliari naar Rome in 1389. Uliari was geen bisschop meer in Florence maar werd kardinaal-priester van de San Pudenzianakerk. Tevens ontving Uliari, als bron van inkomsten, de benoeming tot titulair abt van San Cristoforo del Ponto gelegen in Casteldurante, later Urbania genoemd; dit was een benedictijnenabdij in het bisdom Urbino in de Pauselijke Staat. De franciscaan Uliari was er de eerste abt die slechts in titel abt was.
Bonifatius IX had Uliari nodig als pauselijk legaat voor het koninkrijk Napels. Daar zat de 14-jarige koning Ladislaus op de troon. Bonifatius IX veroordeelde de opstandigheid van lokale baronnen die opgestookt werden door Lodewijk II van Anjou. De hertog van Anjou aasde op de troon van Napels. Ladislaus leefde goed verschanst in het koninklijk fort van Gaeta, nabij Napels. Kardinaal Uliari kreeg als opdracht in Gaeta de baronnen te dwingen Ladislaus te gehoorzamen. Hierin slaagde hij. 
Vervolgens stuurde Bonifatius IX hem naar het buurland Sicilië als legaat; daar moest hij steun winnen tegen tegenpaus Benedictus XIII in Avignon. Koning Martinus I van Sicilië, bijgenaamd de Jongere, behoorde namelijk tot het kamp Avignon. Voor Uliari kon afreizen viel hij plots ziek in Gaeta. Hij stierf er in 1396. De franciscanen in Gaeta begroeven hem in hun kloosterkerk. Op zijn grafinscriptie is er melding dat hij benoemd was tot legaat in Sicilië: Regni Siciliae Apostolicae Sedis legatus in het Latijn. Vertaald betekent dit Legaat van de Heilige Stoel in het koninkrijk Sicilië.

## Werken

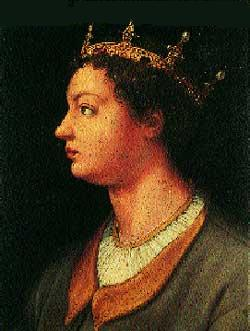
De jonge koning Ladislaus van Napels

Uliari schreef de volgende manuscripten in de periode dat hij nog geen bisschop was:
- Quodlibeta Theologica, een theologische verhandeling die verloren gegaan is.
- Commentaria in quatuor Evangelia
- Sermones de Tempora et de Sanctis